# Ctenochira aperta
Ctenochira aperta là một loài tò vò trong họ Ichneumonidae.